# Xestia sylvicola
Xestia sylvicola är en fjärilsart som beskrevs av Turati 1930. Xestia sylvicola ingår i släktet Xestia och familjen nattflyn. Inga underarter finns listade i Catalogue of Life.